# Lezhë (kraj)
Kraj Lezhë (albánsky Qarku i Lezhës) je kraj v Albánii. Patří do něj okresy Kurbin, Lezhë a Mirditë a jeho hlavním městem je Lezhë.
Lezhë má krátké pobřeží s Jadranským mořem. Sousedí s kraji:
- Skadar: sever
- Kukës: severovýchod
- Dibër: jihovýchod
- Drač: jih